# Leptogaster martini
Leptogaster martini är en tvåvingeart som beskrevs av Ellen R. Farr 1963. Leptogaster martini ingår i släktet Leptogaster och familjen rovflugor.
Artens utbredningsområde är Jamaica. Inga underarter finns listade i Catalogue of Life.